# Scenocharops namkumensis
Scenocharops namkumensis är en stekelart som beskrevs av Gupta och Maheshwary 1971. Scenocharops namkumensis ingår i släktet Scenocharops och familjen brokparasitsteklar. Inga underarter finns listade i Catalogue of Life.